# 忌部村
忌部村（いんべむら）は、島根県八束郡にあった村。現在の松江市東忌部町、西忌部町にあたる。

## 地理
- 湖沼：宍道湖[1]
- 河川：忌部川、西忌部川、東忌部川[1]
- 山岳：東空山、西空山[1]

## 歴史
- 1889年（明治22年）4月1日、町村制の施行により、意宇郡東忌部村、西忌部村が合併して村制施行し、忌部村が発足[1][2]。
- 1896年（明治29年）4月1日、郡の統合により八束郡に所属[2]。
- 1922年（大正11年）東忌部に松江市上水道水源地千本ダム完成[1]。
- 1951年（昭和26年）4月1日、松江市に編入され廃止[1][2]。

### 地名の由来
『出雲国風土記』に、出雲国造が神吉詞（かむよごと）の奏上に朝廷へ参内する際、御沐をして心身の汚れを清める潔斎の地であると記載されているため。

## 産業
- 農業[1]

## 名所・旧跡・観光地
- 忌部神社[1]